# Huqf
Le Huqf (ou Al Huqf, Huquf ; en anglais Huqf escarpment) est une hauteur rocheuse située à l'Est du Sultanat d'Oman à la hauteur de Duqm, dans la région désertique centrale Al Wusta. Il culmine à 207 m.
Situé à proximité du Sanctuaire de l'oryx arabe, il abrite aussi des bouquetins de Nubie (Capra nubiana).